# ディアマンカ・センゴール・チェク
ディアマンカ・センゴール・チェク（Diamanka Senghor Cheikh、2001年1月20日 - ）は、セネガル出身のプロサッカー選手。Jリーグ・栃木SC所属。ポジションはフォワード。

## 来歴
2024年12月24日、藤枝MYFCへの加入が発表された。
2025年8月、栃木SCへ期限付き移籍。